# Salon de la Paix
Le salon de la Paix est un salon d'apparat faisant partie du grand appartement de la reine au château de Versailles, un château français situé dans les Yvelines, en Île-de-France. Il constitue à la fois un salon des jeux et une pièce d'apparat et est desservi au nord par la galerie des Glaces et à l'est par la chambre de la Reine. 

## Histoire
Tout d’abord cabinet de la reine, la pièce voit le jour lors de la création de la galerie des Glaces, en 1686. Elle fait donc suite à cette même galerie ainsi qu’au salon de la Guerre et termine donc l’enfilade du grand appartement du roi. La pièce est cela dit rapidement intégrée à l’appartement de la reine où elle fait office de salon des jeux. Une cloison est donc installée sur l’arcade donnant sur la galerie des Glaces, fermant ainsi complètement la pièce. Lors de réceptions dans le grand appartement du roi, la cloison pouvait donc aisément être retirée pour réintégrer l'enfilade. 
Marie Leszczynska y organisa bon nombre de concert à partir de 1725. Marie-Antoinette fit à son tour usage de cette pièce. Elle y recevait un cercle d'amis restreint et se livrait à divers jeux d'argent, pourtant interdits à la cour. Ainsi, on raconte qu’elle y perdait des sommes colossales lors de parties de pharaon ou de lansquenet avec son beau-frère le comte d'Artois. Ses pertes étaient souvent rapidement couvertes par le roi.

## Décor
Les murs sont lambrissés de marbre : des panneaux de marbre de Campan se détachent sur un fond d'arabescato. La cymaise et la plinthe sont en marbre de Sarrancolin.
Le plafond est composé de cinq peintures peintes par Charles Le Brun :
- Peinture centrale : La France donne la paix à l'Europe
- Voussure sud (au-dessus des fenêtres) : L'Espagne accepte la paix
- Voussure nord : L'Europe chrétienne en paix
- Voussure ouest (au-dessus des fenêtres) : L'Allemagne accepte la paix
- Voussure est (au-dessus de la cheminée) : La Hollande accepte la paix

Au-dessus de la cheminée se trouve Louis XV offrant ses deux filles en témoignage de paix à l'Europe, peint par François Lemoyne en 1729. Le jeune souverain âgé de dix-neuf ans tend un rameau d'olivier et reçoit ses deux filles jumelles, Louise-Élisabeth et Anne-Henriette, des mains de la Fécondité et de la Piété. Dans le fond, la Discorde s'efforce vainement de rouvrir les portes du temple de Janus. Le tableau fut commandé pour faire pendant au médaillon de stuc d’Antoine Coysevox, installé dans le salon de la Guerre. 
Lorsque la pièce faisait office de salon des jeux, le mobilier était constitué de tables de jeux, d'un tapis, de pliants et d'un écran recouvert d'une tenture assortie à celle de la chambre. Les chenets aujourd'hui présentés dans la pièce sont d'ailleurs ceux qu'a connu Marie-Antoinette. La reine, méprisant le style louis-quatorzien, envisageait de faire remplacer les lambris de marbre par des boiseries et faire couvrir le plafond de Le Brun. La Révolution française empêcha le projet de voir le jour.